# معتمدية جلمة
معتمدية جلمة إحدى معتمديات الجمهورية التونسية، تابعة لولاية سيدي بوزيد.